# Hamann (Familienname)
Hamann ist ein deutscher Familienname.

## Namensträger

### A
- Alfred Hamann (1882–1947), deutscher Politiker (KPD), MdR
- Ali Hamann († 2014), dänischer Hypnotiseur und Schauspieler
- André Hamann (* 1987), deutsches Männermodel
- Andreas Hamann (Architekt) (1884–1955), deutscher Architekt und kommunaler Baubeamter
- Andreas Hamann (1904–1964), deutscher Jurist
- August Hamann (1798–1869), deutscher Schlosser, Unternehmer und Werkzeugmaschinenhersteller
- August Hamann (Fußballspieler), deutscher Fußballspieler

### B
- Bernd-Jürgen Hamann (1942–2004), deutscher evangelischer Theologe
- Bernhard Hamann (1909–1968), deutscher Violinist und Komponist
- Birgit Hamann (* 1969), deutsche Leichtathletin
- Brigitte Hamann (1940–2016), deutsche Historikerin und Autorin
- Brigitte Hamann (Astrologin) (* 1951), deutsche Astrologin und Lebensberaterin

### C
- Carl Otto Hamann, deutscher Journalist und Schriftsteller
- Caroline Hamann (Fußballspielerin) (* 1987), deutsche Fußballspielerin
- Caroline Hamann-Winkelmann (* 1971), deutsche Journalistin und Fernsehmoderatorin
- Christel Hamann (1870–1948), deutscher Erfinder von Rechenmaschinen
- Christof Hamann (* 1966), deutscher Schriftsteller
- Christoph Hamann (* 1955), deutscher Gesellschaftswissenschaftler
- Clint Hamann (* 2003), deutscher Basketballspieler
- Conny Hamann-Boeriths (* 1969), dänische Handballspielerin
- Cornelia Hamann (* 1977), Apothekerin

### D
- Dietmar Hamann (* 1973), deutscher Fußballspieler
- Donald Robert Hamann (* 1939), US-amerikanischer Physiker

### E
- Elisabeth Hamann (1913–2001), deutsche Politikerin (SPD)
- Elisabeth Margareta Hamann (1853–1931), eine deutsche Publizistin der katholischen Frauenbewegung, Schriftstellerin und Literaturhistorikerin
- Ehrhardt Hamann (* 1900), deutscher Arzt und Hochschullehrer
- Erich Hamann (* 1944), deutscher Fußballspieler
- Erich Hamann (Chocolatier) (1880–1949), deutscher Unternehmer und Chocolatier
- Ernst Hamann (1862–1952), deutscher Heimatdichter aus Mecklenburg
- Evelyn Hamann (1942–2007), deutsche Schauspielerin

### F
- Frank Hamann (* 1957), deutscher Politiker (SPD)
- Franziska Hamann (1907–1981), deutsche Malerin und Karikaturistin
- Frida-Lovisa Hamann (* 1990), deutsche Film- und Theaterschauspielerin
- Friedrich Hamann, deutscher Ingenieur und Manager der Energiewirtschaft
- Friedrich Hamann (Politiker) (1782–1831), deutscher Landwirt und Politiker

### G
- Georg Hamann (* 1960), österreichischer Geiger, Bratschist und Hochschullehrer
- Gerhard Hamann (1935–2000), deutscher Cellist und Hochschullehrer
- Gerrit Hamann (* 1974), deutscher Synchronsprecher
- Götz Hamann (* 1969), deutscher Journalist
- Günther Hamann (1924–1994), österreichischer Historiker
- Gustav Hamann (1852–1919), deutscher Architekt und mecklenburgischer Baubeamter
- Gustav Hermann Hamann (1868–1933), deutscher Maler des Impressionismus

### H
- Heinrich Hamann (Fotograf) (1883–1975), deutscher Fotograf
- Heinrich Hamann (Polizist) (1908–1993), deutscher Polizist und SS-Hauptsturmführer
- Heinrich Hamann (Gartenbauer) (* 1941), deutscher Gartenbauer
- Helmut Hamann (1912–1941), deutscher Leichtathlet
- Hilde Hamann (1898–1987), deutsche Malerin und Keramikerin
- Horst Hamann (Fußballspieler) (1955–2018), deutscher Fußballspieler
- Horst Hamann (Fotograf) (* 1958), deutscher Fotograf

### I
- Ilene Hamann (* 1984), südafrikanisches Model und Schauspielerin

### J
- Jan Simon Hamann (* 1986), deutscher Langstreckenläufer
- Joachim Hamann (1913–1945), deutscher Polizist und SS-Sturmbannführer
- Johann Hamann (Politiker), deutscher Politiker, MdL Schleswig
- Johann Hamann (Fotograf) (1859–1935), deutscher Fotograf
- Johann Georg Hamann (der Ältere) (1697–1733), deutscher Librettist und Schriftsteller
- Johann Georg Hamann (1730–1788), deutscher Philosoph und Schriftsteller
- Johann Michael Hamann (1769–1813), deutscher Lehrer und Lyriker
- Jörg Hamann (* 1965), deutscher Politiker (CDU)

### K
- Karl Hamann (1903–1973), deutscher Politiker (LDPD)
- Karl Hamann (Chemiker) (1906–1994), Hochschullehrer, Universitätsprofessor
- Katharina Hamann (* 1988), deutsche Skeletonpilotin
- Katrin Hamann (* 1988), deutsche Fernsehdarstellerin
- Kerstin Hamann (* 1966), deutsche Schriftstellerin
- Kevin Hamann (* 1980), deutscher Musiker
- Kriemhild Hamann (* 1997), deutsche Schauspielerin
- Kurt Hamann (1898–1981), deutscher Jurist und Vorstandsvorsitzender

### L
- Lars Hamann (* 1989), deutscher Speerwerfer
- Linus Hamann (1903–1985), deutscher Politiker (KPD/SED) und Kulturfunktionär
- Ludwig Hamann (Schriftsteller) (1867–1929), deutscher Schriftsteller, Journalist und Verleger
- Ludwig Hamann (Jurist) (1892–1961), deutscher Jurist und Regierungspräsident

### M
- Manfred Hamann (Archivar) (1926–1991), deutscher Historiker und Archivar
- Manfred Hamann (Politiker), deutscher Politiker (NDPD)
- Martin Hamann (Eishockeyspieler) (* 1978), deutscher Eishockeyspieler
- Martin Hamann (Skispringer) (* 1997), deutscher Skispringer
- Matthias Hamann (* 1968), deutscher Fußballspieler
- Matthias Hamann (Kunsthistoriker) (* 1967), deutscher Kunsthistoriker
- Max Hamann (1864–1938), deutscher Verwaltungsbeamter
- Monika Hamann (Bildhauerin) (* 1948), deutsche Bildhauerin
- Monika Hamann (* 1954), deutsche Leichtathletin

### O
- Oskar Hamann (* 1928), deutscher Glasgestalter
- Otto Hamann (1882–1948), österreichischer Arzt, Schriftsteller und Volksbildner
- Otto Hamann (Zoologe) (1857–1925), Zoologe, Oberbibliothekar, Professor

### P
- Paul Hamann (1891–1973), deutscher und britischer Bildhauer, Zeichner und Grafiker
- Peter Hamann (1624–vor 1692), deutscher Zeichner, Kartograf, siehe Peter Hamman

### R
- Rainer Hamann (* 1964), deutscher Politiker (SPD)
- René Hamann (* 1971), deutscher Schriftsteller
- René Hamann-Boeriths (* 1969), dänischer Handballspieler und -trainer
- Richard Hamann (Mediziner) (1868–1956), deutscher Generalstabsarzt und Hochschullehrer
- Richard Hamann (Kunsthistoriker) (Heinrich Richard Hamann; 1879–1961), deutscher Kunsthistoriker
- Richard Hamann (Rennfahrer) (1957–2011), deutscher Rennfahrer
- Richard Hamann-Mac Lean (1908–2000), deutscher Kunsthistoriker und Hochschullehrer
- Rudolf Hamann (* 1937), deutscher Soziologe

### S
- Sebastian Hamann (* 1968), deutscher Violinist
- Sibylle Hamann (* 1966), österreichische Journalistin und Feministin
- Steffen Hamann (* 1981), deutscher Basketballspieler

### T
- Thomas Hamann (* 1955), deutscher Künstler und Buchautor
- Thyra Hamann-Hartmann (1910–2005), deutsche Textilkünstlerin

### U
- Ulrich Hamann (1931–1990), deutscher Botaniker

### W
- Wilhelm Hamann, deutscher Fußballspieler der 1910er Jahre